# مالزی در بازی‌های آسیایی ۱۹۷۴
مالزی در بازی‌های آسیایی ۱۹۷۴ در تهران، ایران که از ۱ تا ۱۶ سپتامبر ۱۹۷۴ برگزار شد، شرکت کرد. این کشور با ۱ مدال نقره و ۵ مدال برنز (در مجموع ۶ مدال) در جایگاه شانزدهم قرار گرفت.